# Blades (Delaware)
Blades je gradić u američkoj saveznoj državi Delaware. Prema popisu stanovništva iz 2010. u njemu je živjelo 1.241 stanovnika.